# Erik Vagn Jensen
Erik Vagn Jensen (1930 – 1995) var en dansk forlægger, gift med oversætteren og forfatteren Kirsten Vagn Jensen.
Erik Vagn Jensen var uddannet cand.polit. 1958 og virkede dernæst som højskolelærer. 1962-79 var han forlagsredaktør i Gyldendals afdeling for skønlitteratur. I 1979 blev han leder af forlaget Vindrose under Gyldendal og drev dette til sin død. I 1989 blev Vindrose en del af Borgens Forlag. Han var medlem af Dansk PEN og fra 1973 til 1982 foreningens sekretær under skiftende formænd.

## Politisk engagement
Erik Vagn Jensen var politisk aktiv i Vietnam-bevægelsen, og var venstreorienteret partiløs hele sit liv, bortset fra et kortvarigt medlemskab af SF. I 1976 var han på et besøg i Moskva hos den sovjetiske forfatterforening sammen med slavisten, dr.phil. Eigil Steffensen, forfatteren Inger Christensen og professor, dr.phil. Søren Egerod, som på det tidspunkt var formand for Dansk PEN.
På baggrund af en anden rejse bag jerntæppet udgav han i 1977 på Gyldendal undervisningsbogen Ukendte naboer. Sovjetrepublikkerne Estland, Letland, Litauen; i bogen hævdede han sit ønske om at give en nuanceret fremstilling af de tre landes nyere historie, men gengav alligevel den officielle sovjetiske påstand om, at Stalins indlemmelse af de baltiske stater i Sovjetunionen efter Molotov-Ribbentrop-pagten var sket "for at beskytte folkene" i de tre stater. Erik Vagn Jensen var medlem af bestyrelsen i Landsforeningen Danmark-Sovjetunionen, men holdt samtidig forbindelse til bl.a. eksilbaltiske PEN-centre, som drog nytte af hans kontakter. Frem til Sovjetunionens opløsning 1991 forblev Jensen dog modstander af de baltiske staters bestræbelser på at genvinde deres selvstændighed.
Som bestyrelsesmedlem i Dansk PEN og samtidig politisk loyal mod Nordvietnam arbejdede Erik Vagn Jensen for, at de vietnamesiske eksilforfattere ikke skulle kunne optages i den internationale PEN-organisation.
Leif Davidsen udgav sin debutbog Uhellige alliancer på Vindrose i 1984, men Erik Vagn Jensens politiske synspunkter gjorde, at Davidsens senere virke ikke foregik hos Vindrose, men på Lindhardt & Ringhof, hvilket Otto B. Lindhardt har forklaret:
"Erik Vagn Jensen var en dygtig forlægger, men også stærkt venstreorienteret, så da Leif Davidsen præsenterede ham for sin anden bog, Den russiske sangerinde, havde han stærke ideologiske forbehold. Han kunne simpelthen ikke tåle at udgive en bog, der var så antirussisk, så Leif Davidsen gik i stedet til sin kollega på DR, Jørgen Thorgaard, som vi havde udgivet fem bøger af på det tidspunkt. Han anbefalede ham at udkomme hos os, og siden har vi haft glæden af Davidsens forfatterskab."